# アッビアテグラッソ
アッビアテグラッソ（伊: Abbiategrasso）は、イタリア共和国ロンバルディア州ミラノ県にある、人口約32,000人の基礎自治体（コムーネ）。

## 地理

### 位置・広がり
ポー川流域に位置し、ミラノからは22km、パヴィーアからは38km離れている。

#### 隣接コムーネ
隣接するコムーネは以下の通り。括弧内のNOはノヴァーラ県、PVはパヴィーア県所属を示す。
- アルバイラーテ
- カッシネッタ・ディ・ルガニャーノ
- カッソルノーヴォ (PV)
- チェラーノ (NO)
- モリモンド
- オッツェロ
- ロベッコ・スル・ナヴィーリオ
- ヴェルメッツォ・コン・ゼーロ (ヴェルメッツォ)
- ヴィジェーヴァノ (PV)

### 地震分類
イタリアの地震リスク階級 (it) では、4 に分類される
。

## 歴史
この町の歴史はローマ時代にさかのぼる。町の名は、「肥沃な谷」として知られる地域の一部であることを示している。1304年に記された文書に見える Habiate qui dicitur Grasso という地名は、次第に Abbiategrasso という形へと変化した。
1524年4月30日、フランス騎士の鑑と謳われたピエール・テライユ（Pierre Terrail）は、イタリア戦争におけるイタリアからの撤退戦の中、この地で銃弾による致命傷を受けて落命した。

## 姉妹都市
- エルヴァンゲン（ドイツ）　en:Ellwangen
- ラングル（フランス）　en:Langres
- ビーコンズフィールド（イギリス）　en:Beaconsfield

## 出身者
- クリスティアン・アッビアーティ － サッカー選手

## 行政

### 分離集落
アッビアテグラッソには、以下の分離集落（フラツィオーネ）がある。
- Ca´Di Biss, Castelletto Mendosio, Castelletto